# (2219) Mannucci
(2219) Mannucci es un asteroide perteneciente al cinturón de asteroides, descubierto el 13 de junio de 1975 por el equipo del Observatorio Félix Aguilar desde el Complejo Astronómico El Leoncito, San Juan, Argentina.

## Designación y nombre
Designado provisionalmente como 1975 LU. Fue nombrado Mannucci en honor a Edgardo Mannucci mecánico de precisión del observatorio.